# Pop Airplay
La Pop Airplay, anciennement appelée le Top 40 Mainstream ou Mainstream Top 40, puis la Pop Songs, est un classement musical du magazine Billboard aux États-Unis. Bien qu'il soit spécifique, ce classement est souvent confondu avec le classement Pop 100 Airplay, une variante du Pop 100.

## Histoire
Le classement fait ses débuts dans le magazine Billboard le 3 octobre 1992, avec l'introduction de deux classements de diffusion du Top 40, Mainstream et Rhythm-Crossover. Les deux classements mesurent le temps d'antenne réel contrôlé à partir de données compilées par Broadcast Data Systems (BDS). Le classement Top 40/Mainstream est établi à partir du temps d'antenne des stations de radio diffusant une grande variété de musique, tandis que le classement Top 40/Rhythm-Crossover est établi à partir du temps d'antenne des stations diffusant plus de Electronic dance music et de RnB contemporain.